# 桑干都督府
桑干都督府，唐羁縻都督府。
龙朔三年（663年）分定襄都督府置，属云中都护府。约在今天的内蒙古自治区苏尼特左旗、苏尼特右旗、阿巴嘎旗和锡林浩特市南部。后侨治夏州朔方县（今陕西省靖边县北白城子）界。开元初属单于都护府。 